# Xeranoplium
Xeranoplium is een kevergeslacht uit de familie van de boktorren (Cerambycidae). De wetenschappelijke naam van het geslacht werd voor het eerst geldig gepubliceerd in 1957 door Linsley.

## Soorten
Xeranoplium omvat de volgende soorten:
- Xeranoplium bicolor Chemsak & Linsley, 1963
- Xeranoplium flavofemoratum Chemsak & Linsley, 1963
- Xeranoplium gracilis (Fisher, 1932)
- Xeranoplium peninsulare Chemsak & Linsley, 1963
- Xeranoplium pubescens Chemsak & Giesbert, 1986
- Xeranoplium puncticolle Chemsak & Linsley, 1963
- Xeranoplium ruficolle Chemsak & Linsley, 1963
- Xeranoplium tricallosum (Knull, 1938)